# Saint-André-d’Apchon
Saint-André-d’Apchon ist eine französische Gemeinde mit 1.942 Einwohnern (Stand: 1. Januar 2022) im Département Loire in der Region Auvergne-Rhône-Alpes. Sie gehört zum Arrondissement Roanne und zum Kanton Renaison.

## Geographie
Die Gemeinde Saint-André-d’Apchon liegt neun Kilometer westlich von Roanne am Ostrand der Monts de la Madeleine und im Weinbaugebiet Côte Roannaise. Umgeben wird Saint-André-d’Apchon von den Nachbargemeinden Renaison im Nordwesten und Norden, Pouilly-les-Nonains im Osten, Ouches im Südosten, Saint-Alban-les-Eaux im Süden sowie Arcon im Südwesten und Süden.

## Bevölkerungsentwicklung
| Jahr                       | 1962 | 1968 | 1975 | 1982 | 1990 | 1999 | 2006 | 2013 | 2022 |
| Einwohner                  | 1094 | 1154 | 1347 | 1699 | 1720 | 1741 | 1843 | 1926 | 1942 |
| Quellen: Cassini und INSEE |      |      |      |      |      |      |      |      |      |

## Sehenswürdigkeiten
- Kirche Saint-André, Monument historique
- Renaissanceschloss, Monument historique

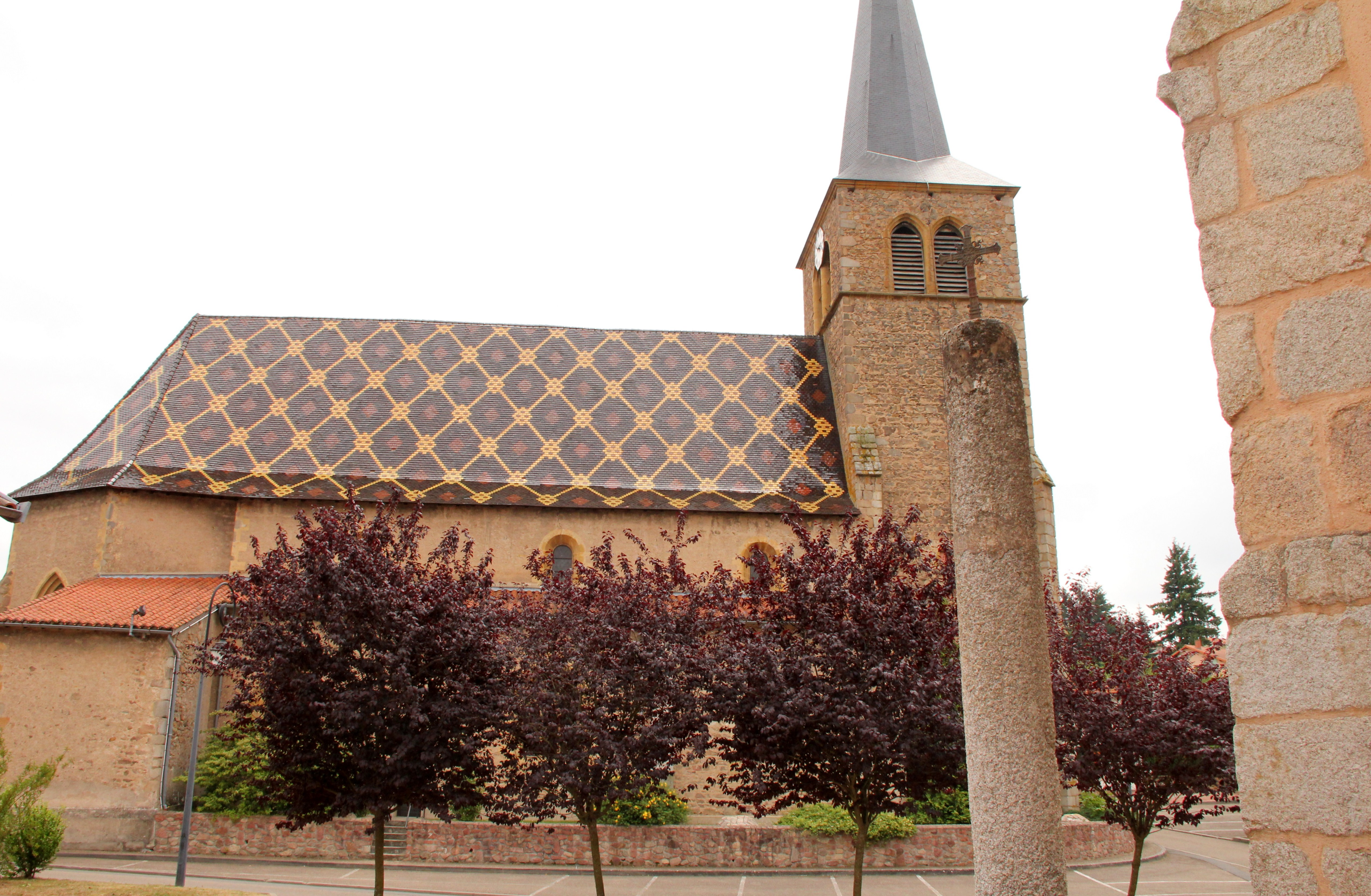
Kirche Saint-André
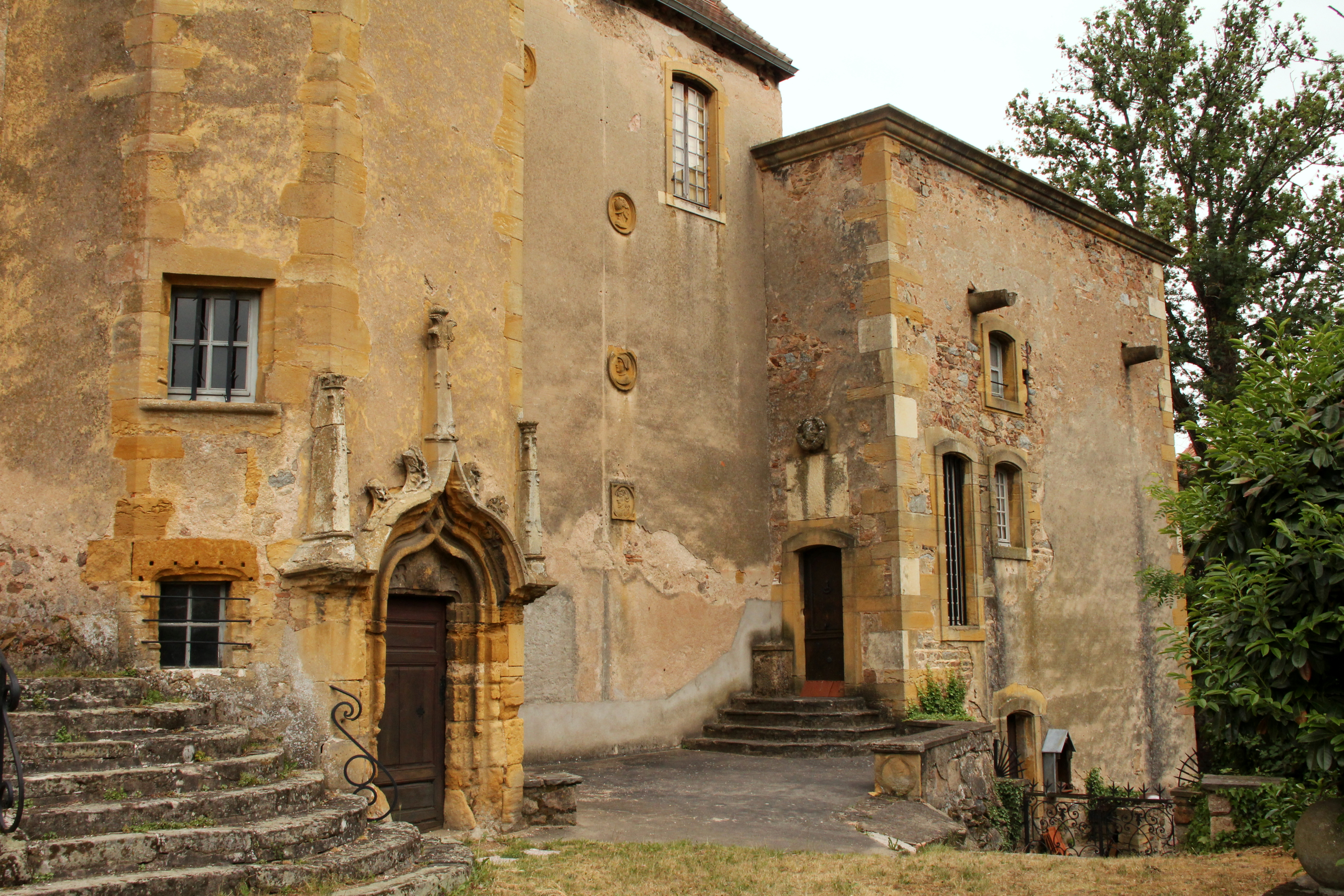
Renaissanceschloss von Saint-André-d'Apchon

## Gemeindepartnerschaft
Mit der deutschen Gemeinde Wittnau in Baden-Württemberg besteht seit 1994 eine Partnerschaft.